# Az arany aranyozása
Az arany aranyozása a szoftverfejlesztésben és a projektmenedzsmentben egy kifejezés arra, hogy miután teljesítették az ügyfél minden igényét, tovább dolgoznak a projekten abban a reményben, hogy az ügyfélnek bizonyára tetszeni fognak a program új képességei, ahelyett, hogy megkérdeznék az újabb igényekről vagy az átadásról. Az ügyfél nem biztos, hogy örül az újabb fejlesztéseknek, sőt lehet, hogy rosszabbnak értékeli a terméket, mivel az újabb funkciók újabb hibákat okoztak. Az extra erőfeszítés nem fizetődik ki.
A Project Management Body of Knowledge egy átfogó projektmenedzselési kézikönyv, ami különféle projektmenedzselési tapasztalatokat ír le és értékel, rosszakat és jókat egyaránt. A PRINCE2 egy projektmendzselési módszer összefoglalja a különféle projektmendzselési gyakorlatokból szerzett tanulságokat. Mindkettő rossznak ítéli az arany aranyozását, mivel az újabb, szükségtelenül hozzáadott kód újabb kockázatokat hoz be, a tervezésben, a költségekben, a kódban, a tesztelésben, a dokumentációban és a határidő betartásában. Ez azonban nem érinti a megrendelő által igényelt újabb képességeket, melyeket a projekt során bármikor hozzá lehet adni, követve a hivatalos változtatási procedúrát és átgondolva annak hatását a már működő termékre.

## Fordítás
Ez a szócikk részben vagy egészben  a   Gold plating (software engineering) című angol Wikipédia-szócikk fordításán alapul.  Az eredeti cikk szerkesztőit annak laptörténete sorolja fel. Ez a jelzés csupán a megfogalmazás eredetét és a szerzői jogokat jelzi, nem szolgál a cikkben szereplő információk forrásmegjelöléseként.